# Гиљермо Ернангомез
Гиљермо Густаво Ернангомез Хеуер (шп. Guillermo Gustavo "Willy" Hernangómez Geuer; Мадрид, 27. мај 1994), познат и као Вили Ернангомез, шпански је кошаркаш. Игра на позицији центра, а тренутно наступа за Барселону.

## Успеси
- Реал Мадрид:
  - Првенство Шпаније (1): 2015/16.
  - Куп Шпаније (1): 2016.
  - Интерконтинентални куп (1): 2015.

### Репрезентативни
- Европско првенство до 18 година: 
  -  2011.
- Европско првенство до 20 година: 
  -  2014.
- Кошаркашки турнир Алберт Швајцер: 
  -  2012.
- Европско првенство: 
  -  2015, 2022.
  -  2017.
- Олимпијске игре: 
  -  2016.
- Светско првенство: 
  -  2019.

### Појединачни
- Најкориснији играч Европског првенства (1): 2022.
- Идеални тим Европског првенства (1): 2022.
- Идеални тим новајлија НБА — прва постава: 2016/17.